# ۴۸۱ (خورشیدی)
۴۸۱ چهارصد و هشتاد و یکمین سال هجری خورشیدی است.